# Acritus alticola
Acritus alticola är en skalbaggsart som beskrevs av Yves Gomy 1978. Acritus alticola ingår i släktet Acritus och familjen stumpbaggar. Inga underarter finns listade i Catalogue of Life.